# Domingoa gemma
Domingoa gemma là một loài thực vật có hoa trong họ Lan. Loài này được (Rchb.f.) Van den Berg & Soto Arenas mô tả khoa học đầu tiên năm 2007.